# Andrew Dickson White
Pour les articles homonymes, voir Dickson, White, Andrew White et Andy White.
Andrew Dickson White (Homer, État de New York, 1832 — Ithaca, État de New York, 1918) est un historien, homme politique, diplomate et professeur d’université américain.
À l’issue de brillantes études d’histoire à Yale, il accepta une chaire d’histoire à l’université du Michigan, puis, revenu dans sa région d’origine, se lança dans la politique et fut élu membre du sénat de l’État de New York. Il y eut pour collègue Ezra Cornell, riche homme d’affaires, en compagnie duquel, mettant à profit une nouvelle législation propice à la création de nouveaux établissements d'enseignement supérieur, il décida de fonder en 1865 une nouvelle université, l’université Cornell, où il occupa la chaire d’histoire et dont il devint le premier président.
En 1871, il requit un congé lorsque le président Grant fit appel à lui pour siéger dans une commission chargée d’examiner la faisabilité d’une annexion par les États-Unis de la République dominicaine, annexion dont ladite commission appuya l’idée dans son rapport. Il démissionna comme président de Cornell pour se vouer à sa carrière diplomatique, et remplit les fonctions d’ambassadeur des États-Unis en Russie et, par deux fois, en Allemagne, jusqu’en 1902 — élément de sa biographie qui explique sans doute ses prises de position en faveur de l’Allemagne dans les premiers mois de la Première Guerre mondiale.
Il fut l’auteur de nombreux ouvrages d’histoire, parmi lesquels se détache Histoire de la lutte entre la science et la théologie (1896), où il interprète l’histoire (intellectuelle) de la chrétienté par une dialectique entre les pôles opposés de la religion révélée et de la science rationnelle. Ce livre eut, et garde encore, une grande influence sur le débat d’idées aux États-Unis. Est à signaler aussi la Crise financière française de 1789-1799, paru également en 1896, où il attribue l’échec de la Révolution française à une politique monétaire inflationniste selon lui dévastatrice.

## Biographie

### Origines familiales et vie personnelle
Andrew Dickson White naquit le 7 novembre 1832 dans une demeure de type colonial à Homer, qui était alors un petit village (« le plus charmant que l’on puisse imaginer »), fondé seulement quarante ans auparavant, dans le centre de l’État de New York. Sa mère Clara Dickson était la fille d’Andrew Dickson, qui fut membre de l’assemblée de l’État de New York en 1832 (sous la 55e législature), et de l' épouse de celui-ci ; son père Horace était le fils d’Asa White, exploitant agricole du Massachusetts, et de sa femme. La ferme autrefois florissante de ces derniers fut ravagée par un incendie alors que Horace avait 13 ans. Nonobstant son faible niveau d’études et quoique défavorisé par ses antécédents de pauvreté, Horace White parvint à devenir un négociant aisé. En 1839, il se vit confier la gestion d’une nouvelle banque à Syracuse (distant d’une cinquantaine de km de Homer) et réussit à en faire un établissement prospère. Andrew Dickson White et son frère vécurent donc une enfance exempte du dénuement dont avaient souffert leur père et leurs grands-parents paternels. Andrew reçut le baptême en 1835 à l’église épiscopale de Homer.
White se maria deux fois. Il épousa d’abord, en septembre 1857, Mary Amanda Outwater (1836–1887), fille de Peter Outwater et de Lucia M. Phillips, originaires de Syracuse. La grand-mère de Mary, Amanda Danforth, fille d’Asa Danforth Jr., et femme d’Elijah Phillips Jr., fut le premier enfant blanc né dans ce qui allait devenir le comté d'Onondaga ; parmi ses bisaïeuls figure le général Asa Danforth, colon précocement établi dans l’intérieur de l’État de New York (Upstate New York) et chef de la milice de l’État, et Elijah Philips Sr., qui en 1775 accourut à l’alarme de Lexington, dans le Massachusetts, et servit plus tard comme Haut Sheriff dans le comté d’Onondaga. Andrew et Mary Dickson White eurent ensemble trois enfants : Frederick Davies White, qui se suicida en 1901 à la suite d’une longue série de maladies, pendant que son père se trouvait en Allemagne ; Clara (White) Newbury, qui mourut avant son père ; et Ruth (White) Ferry. Après le décès de son épouse en 1887, White entama une tournée de conférences et voyagea en Europe avec son proche ami, Daniel Willard Fiske, bibliothécaire à l’université Cornell.
En 1890, au terme de deux années de veuvage, White épousa Helen Magill, fille d’Edward Magill, deuxième président de Swarthmore College. Elle s’était signalée par le haut fait d’avoir été la première femme à obtenir un titre de doctorat aux États-Unis. Comme son mari, Helen était sociologue et enseignante. Ils s’étaient rencontrés lors d’une conférence, où elle était l’oratrice. Le nouveau couple eut une fille, Karin White.
L’un de ses cousins était Edwin White, artiste peintre adepte du luminisme et du mouvement Hudson River School. Horace White, gouverneur de New York, était son neveu.

### Formation
À l’automne 1849, cédant aux instances de son père, White passa sa première année d’université à Geneva College (établissement connu aujourd’hui sous l'appellation de Hobart and William Smith Colleges). Il fut initié comme membre de la fraternité étudiante « grecque » Sigma Phi. Dans son autobiographie, il indique qu’il considérait le temps passé à Geneva comme « gaspillé », car passé dans une petite école affiliée à l’Église épiscopale, plutôt que dans l’une des « grandes universités de Nouvelle-Angleterre ». Ne voulant plus continuer à « gaspiller son temps », White décida en 1850 de laisser là ses études à Geneva. Après une consécutive période de brouille avec son père, White sut le convaincre de lui permettre de changer d’établissement pour l’université Yale.

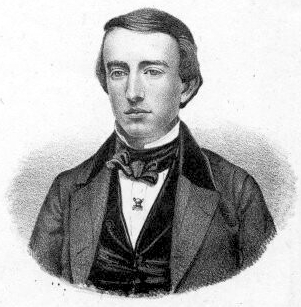
White comme étudiant à Yale, portant l'insigne de Skull and Bones.

À Yale, il eut pour condisciple Daniel Coit Gilman, qui allait devenir plus tard le premier président de l’université Johns-Hopkins. Tous deux furent membre de la société secrète Skull and Bones et devaient demeurer en étroite amitié par la suite, voyageant ensemble en Europe après obtention de leur diplôme et siégeant ensemble au sein de la commission d’arbitrage chargée de statuer sur les frontières du Venezuela (1895–96). Son camarade de chambrée était Thomas Frederick Davies Sr., troisième évêque du diocèse épiscopal du Michigan de 1889 à 1905. Parmi les autres membres de la même promotion que White figurent encore Edmund Clarence Stedman, poète et essayiste, Wayne MacVeagh, procureur général des États-Unis et ambassadeur des États-Unis en Italie, et Hiram Bingham II, le missionnaire ― toutes personnalités constituant ce qu’il sera convenu d’appeler l’« illustre promotion de 1853 » (Famous class of '53). Selon White, l’un de ceux qui exercèrent une grande influence sur sa carrière universitaire fut le professeur Noah Porter, futur recteur de Yale, qui l’instruisit personnellement dans la rhétorique et resta jusqu’à sa mort l'un de ses amis proches.
En 1850, White fut initié à la confrérie Alpha Sigma Phi et remplira désormais l’office d’éditeur de The Tomahawk, publication de la confrérie. Pendant tout le restant de sa vie, White restera actif au sein de cette confrérie, dont il fonda la branche cornellienne et dont il occupa le poste de président national de 1913 à 1915. Il fut également éditeur de The Lit., connu aujourd’hui sous le titre de Yale Literary Magazine, et appartint à la Linonian Society, société littéraire et de débats. Encore étudiant de premier cycle (junior), White remporta le prix littéraire de Yale pour le meilleur essai, avec un texte ayant pour sujet The Greater Distinctions in Statesmanship (les Grandes Distinctions des hommes d’État), ce qui provoqua quelque commotion sur le campus attendu que traditionnellement l’essai gagnant était toujours de la plume d’un étudiant de deuxième cycle (senior),. Toujours en tant que junior, il adhéra à l’association junior Psi Upsilon. Dans sa dernière année d’études, White remporta le prix Clark de débat en anglais, ainsi que le prix De Forest d’art oratoire, pour un discours traitant de l’« histoire diplomatique des temps modernes ». À l’époque, la médaille que comportait le prix De Forest, d’une valeur de 100 dollars, était dans son espèce le prix le plus important décerné par un établissement d’enseignement aux États-Unis ou ailleurs. En son honneur, un donateur anonyme fit don d’une somme d’argent destinée à alimenter un prix du meilleur essai rédigé par un étudiant de dernière année sur un thème d’histoire américaine, européenne ou du tiers monde, prix à attribuer annuellement sous le nom d’Andrew D. White Prize,. Parallèlement à ses études, White était en outre membre de l’équipe d’aviron de Yale et participa à ce titre à la première édition de la régate Harvard–Yale en 1852.
Son diplôme en poche, White se mit à voyager en compagnie de son condisciple Daniel Coit Gilman, puis s’en fut poursuivre ses études en Europe. Entre 1853 et 1854, après un séjour en Angleterre, il étudia à la Sorbonne et au Collège de France :

« M’étant rendu de là (c.-à-d. d’Angleterre) à Paris, je m’installai au sein de la famille d’un très intelligent professeur français, où je restai pendant près d’une année. On ne parlait pas un seul mot d’anglais dans la famille ; et, sous l’effet de la leçon quotidienne dans une méthode de français, et des cours à la Sorbonne et au Collège de France, la nouvelle langue me devint bientôt familière. Les cours auxquels j’assistai alors me renforcèrent dans ma conception de ce que devait être une université. Parmi mes professeurs figuraient des hommes tels que Saint-Marc Girardin, Arnould et, plus tard, Laboulaye. En relation avec le travail à la salle de cours, je poursuivis mes études en histoire moderne, plus spécialement en lisant Guizot, Thierry, Mignet, Thiers, Châteaubriand (sic), et d’autres, en plus d’entendre divers chefs-d’œuvre de la littérature dramatique française, tels qu’ils étaient représentés au Théâtre Français, où Rachel était alors dans toute sa gloire. […] Mon sujet d’étude préféré était la Révolution française, et dans les intervalles entre mes lectures et les cours, je cherchai à repérer non seulement les lieux ayant joué un rôle dans l’histoire de celle-ci, mais encore les hommes qui y avaient participé. À l’hôtel des Invalides, je conversai avec de vieux soldats, anciens combattants de la République et de la période napoléonienne, discutant avec eux des événements qu’ils avaient vécus, et à d’autres endroits et en d’autres moments, avec des civils qui avaient écouté les discours dans les clubs des Jacobins et des Cordeliers, et qui avaient vu la guillotine à l’œuvre. […]

Durant l’été 1854, j’employai mes vacances à faire, en compagnie d’un condisciple de faculté, de longues randonnées à pied et à cheval à travers le nord, l’ouest et le centre de la France, notamment en Picardie, Normandie, Bretagne et Touraine, visitant les sites historiques et architecturaux les plus intéressants. Il n’y avait à cette époque-là que peu de chemins de fer dans ces régions, et nous enfilâmes donc des blouses et prîmes la route, envoyant en avant de nous nos légers bagages et ne portant que des sacs à dos. Cela se révéla être à tous égards une expérience des plus précieuses. C’est avec plaisir qu’il me survient à la mémoire mes pérégrinations et mes causeries avec les paysans, et je garde un souvenir vivace des cathédrales de Beauvais, Amiens, Rouen, Bayeux, Coutances, Le Mans, Tours, Chartres et Orléans, de la forteresse du Mont-Saint-Michel, des châteaux de Chenonceau, Chambord, Nantes, Amboise et Angers, des tombeaux des rois d’Anjou à Fontevrault, et de la maison campagnarde en pierre de Louis XI à Cléry. »

À l’issue d’un périple en Italie, retournant vers le nord, il traversa la Provence :

« […] des excursions vers les villes du midi de la France, en particulier Nîmes, Arles et Orange, me donnèrent de la puissance impériale romaine une conception beaucoup plus juste que celle que l’on eût pu acquérir en Italie seule, et Avignon, Bourges et Toulouse approfondirent mes conceptions de l’histoire du Moyen Âge. »

Il s’inscrivit ensuite à l’université de Berlin, et fut accueilli dans une famille où, cette fois, seul l’allemand était utilisé. Plus tard, lorsque son compagnon Gilman eut accompli son temps comme traducteur au service de Thomas H. Seymour, ambassadeur des États-Unis en Russie, White le suppléa en tant que traducteur quoiqu’il n’eût pas étudié le français ― langue de la diplomatie et de la cour royale de Russie ― avant de commencer ses études en Europe.
De retour aux États-Unis, White s’inscrivit de nouveau à Yale en vue d’une maîtrise en histoire et fut initié à la confrérie Phi Beta Kappa en 1856.

### Débuts dans la vie professionnelle
En octobre 1858, White accepta un poste comme professeur d’histoire et de littérature anglaise à l’université du Michigan, qu’il occupa jusqu’en 1863. Il laissa une empreinte durable sur les terrains de l’université, en engageant des étudiants à planter des ormes le long des allées du Diag, zone arborée centrale du campus universitaire. Entre 1862 et 1863, il partit pour l’Europe afin de tenter d’entraîner la France et l’Angleterre à appuyer les États-Unis dans la guerre de Sécession ou, pour le moins, à ne pas venir en aide aux Confédérés.

### Université Cornell

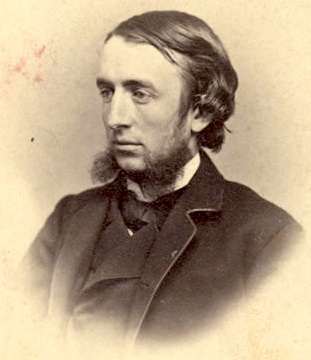
White en 1865, à l’époque où il cofonda, avec Ezra Cornell, l’université Cornell.

En 1863, pour raisons d’affaires, White s’en retourna résider à Syracuse et fut élu en novembre de la même année membre du sénat de l’État de New York sous l’étiquette du National Union Party d'Abraham Lincoln. Au sénat, White noua connaissance avec le sénateur Ezra Cornell, son compatriote d’Upstate New York, fermier quaker autodidacte originaire d’Ithaca, qui s’était constitué une modeste fortune dans l’industrie du télégraphe. Vers cette époque, il incombait aux sénateurs de décider de la manière la plus expédiente de mettre en œuvre les fonds en faveur de l’enseignement supérieur tels que prévus par la loi dite Morrill Land-Grant Colleges Act, aux termes de laquelle des fonds sous forme de terrain défrichable dans le midwest pouvaient, selon la convenance des différents États, être mis en vente. La gestion efficace d’Ezra Cornell permit à l’État de New York de récupérer à partir des titres qui lui avaient été octroyés une somme aux alentours de 2,5 millions de dollars (équivalant à 48 millions de dollars actuels), c'est-à-dire un rendement par acre supérieur à celui de tout autre État américain, hormis, peut-être, la Californie. L’intention initiale du sénat de New York était de disperser les fonds entre les nombreuses petites universités publiques. White fut ardemment opposé à cette proposition, arguant que l’argent serait plus efficacement employé s’il servait à financer une seule université. Ezra Cornell se rallia à ce point de vue et dit à White : « J’ai environ un demi-million de dollars de plus que ce dont ma famille a besoin : quelle est la meilleure chose que je puisse faire pour l’État ? », ce à quoi White répliqua sans barguigner : « la meilleure chose que tu puisses en faire est d’établir ou de renforcer quelque institution d’enseignement supérieur ». Ainsi les deux hommes joignirent-ils leurs efforts pour fonder une nouvelle université.
White insista pour que l’université fût implantée à Syracuse, sur une colline jouxtant la ville (et emplacement actuel de l’université de Syracuse), eu égard aux bonnes voies de communication dont bénéficiait cette ville, propices au recrutement de personnel enseignant, d’étudiants et de personnalités notables. Cependant, Ezra Cornell, quand il avait été jeune charpentier travaillant à Syracuse, s’était certain jour vu spolié de son salaire et depuis lors assimilait Syracuse à une Sodome et Gomorrhe, insistant que l’université fût sise à Ithaca, dans son vaste domaine agricole sur East Hill, hauteur surplombant la localité et le lac Cayuga. White finit par céder et sut convaincre Cornell de donner son propre nom à l’université, « en accord avec l’usage américain consacré par le temps » de nommer les universités d’après leur principal mécène. Le 7 février 1865, White présenta une proposition de loi « portant établissement de l’université Cornell » et, le 27 avril 1865, au terme de débats s’étirant sur plusieurs mois, le gouverneur Reuben E. Fenton signa la loi finançant l’université Cornell au titre de Land-Grant institution de l’État de New York.
White devint le premier président de la nouvelle école et enseigna comme professeur au département d’histoire. Il chargea le premier étudiant d’architecture de l’université, William Henry Miller, de lui construire une demeure sur le campus.
En 1891, Leland et Jane Stanford sollicitèrent White d’assumer la présidence de l’université qu’ils venaient de fonder à Palo Alto en Californie, l’université Stanford. White déclina leur offre, mais recommanda l’un de ses anciens étudiants, David Starr Jordan.

« Dans ma vie, laquelle s’étend à présent au-delà du laps de temps imparti de soixante-dix années, je me suis engagé, à la manière de mes compatriotes, dans maintes espèces de travaux, je me suis pris d’intérêt pour maintes conditions des hommes, je me suis joint à maints efforts, dont j’espère qu’ils auront été de quelque utilité ; mais, plus que tout, j’ai été intéressé à fonder et maintenir l’université Cornell, et j’espère être jugé sur la part que j’y ai prise, plus que sur toute autre œuvre de ma vie. »

— Andrew Dickson White, Autobiography (1904)
Au moins jusqu’au milieu du XXe siècle, les étudiants de premier cycle à l’université Cornell porteurs du patronyme White se voyaient traditionnellement affublés du sobriquet Andy, en référence à Andrew Dickson White ; l’écrivain E.B. White notamment, auteur du livre de jeunesse mondialement connu, la Toile de Charlotte, continua de se voir appliquer le surnom 'Andy' pendant le restant de sa vie, longtemps après ses années d’étudiant à Cornell.

### Carrière diplomatique et derniers écrits

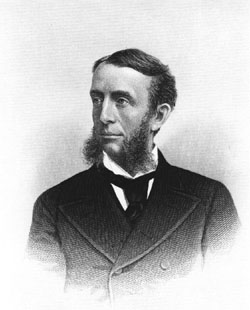
Portrait officiel de White en qualité d’ambassadeur en Russie (1892-94).

#### Commission sur Saint-Domingue
En 1871, alors qu’il était à Cornell, White prit un congé pour aller rejoindre, aux côtés de Benjamin Wade, ancien sénateur de l’Ohio, et de Samuel Howe du Massachusetts, une commission chargée par le président Grant d’examiner l’opportunité et la faisabilité d’une annexion par les États-Unis de la République dominicaine.
En effet, une proposition tendant à une telle annexion circulait depuis un certain temps déjà et le président Grant, nouvellement élu, fut bientôt sollicité par les autorités dominicaines de prendre des mesures dans le sens d’une annexion ; le Congrès avait ensuite voté une loi autorisant la nomination d’une commission composée de trois personnes et destinée à visiter l’île et à rédiger un rapport sur l’opportunité de l’annexion, celle-ci devant être examinée sous différents points de vue ; explicitement, la commission aurait à prendre en considération les capacités minières et agricoles de l’île, ses caractéristiques météorologiques, ses infrastructures (en particulier portuaires, ainsi que les possibilités de les fortifier), son organisation rurale, et, dans la mesure du possible, les sentiments de la population sur le sujet.
Il échut à White d’organiser l’envoi des experts scientifiques dans toutes les parties de la république ; les quatorze expéditions différentes qui furent ainsi mises sur pied et dépêchées vers différents endroits (une vers les ports pour en constater la valeur en vue d’un usage naval ou militaire ; une autre pour évaluer les fortifications nécessaires ; une autre pour étudier l’agriculture, une autre encore les provisions de charbon et de métaux précieux ; une autre, répondant à l’une des consignes expresses du Congrès, pour relever la fréquence et la gravité des tremblements de terre ; une autre enfin pour recenser les épidémies et maladies sévissant dans le pays) firent des observations minutieuses, intégrées ensuite dans le rapport final de la commission. Dans le même temps, la commission elle-même se déplaçait d’un lieu à l’autre, consignant les conditions générales et les dispositions de la population.
Les membres de la commission eurent leur principale résidence dans la ville de Saint-Domingue, et White fut logé dans la villa du vice-président. Les rapports avec les gouvernants de l’île furent, selon les dires de White, des plus cordiales, en particulier avec le président Buenaventura Báez, qui souhaitait mettre son pays sous la tutelle d’une puissance civilisée et s’était dès 1846 rendu en France pour requérir le statut de protectorat français, offre qui fut alors déclinée par la France. Sa famille, qui était connue sur l’île pour posséder de vastes domaines près de la capitale, dans la province d’Azua, avait connu diverses vicissitudes, tour à tour repoussant les insurgés et expulsés par eux. White ne cache son admiration pour Báez, soulignant sa tranquille élégance et la qualité de sa conversation, qui, dit-il, lui aurait valu un total crédit auprès de tout chef d’État de n’importe quel pays, et indiquant qu’il « avait rassemblé autour de lui comme membres de son cabinet deux ou trois hommes réellement supérieurs qui apparaissaient dévoués à ses fortunes ». Aussi loin qu’il se souvînt, Báez n’avait connu dans son pays qu’une succession de révolutions stériles, qui en avaient détruit toute la prospérité et la presque totalité de la population. White ne douta plus que les ouvertures faites au général Grant étaient d’inspiration patriotique ; l’annexion par les États-Unis, ou par l’Espagne, apparaissait comme une solution. White note dans ses mémoires :

« À différents moments, nous discutâmes [avec Báez] de la condition de son pays et des relations qu’il désirait établir avec les États-Unis, et je me convainquis de plus en plus que ses principaux mobiles étaient ceux d’un patriote. De fait, le pays était, sous le système qui prévalait alors, une ruine. À l’ouest s’étendait la république d’Haïti, plus de deux fois plus peuplée, qui de temps à autre empiétait sur sa sœur plus faible. À Saint Domingue même, sous un révolutionnaire après l’autre, la guerre avait fait rage sur le territoire tout entier de la république, année après année et sur des générations. C'est un simple constat que, voyageant à travers la république, jamais je ne vis, dans tout son territoire, un pont, une charrue, une bêche, une pelle, ou une houe ; le seul outil que nous aperçûmes était la machette — un instrument lourd et rude, qui servait d’épée pendant la guerre et de bêche en temps de paix. Partout dans les montagnes je vis de magnifiques troncs d’arbre équarris, obtenus du beau mahagoni du pays, et abandonnés à l’endroit même où les équipes, qui les avaient produits, avaient été saisis par des révolutionnaires. Dans l’un des gros bourgs de l’intérieur, il y avait eu, en effet, une marque de civilisation que les gens de cette région désignaient avec fierté — une machine à vapeur pour scier du bois d’œuvre ; mais quelque temps avant mon arrivée, une de ces innombrables révolutions à la petite semaine l’avait laissée à l’état de simple monceau de ferraille rouillée. La population de la république, si elle eût été soumise à la loi naturelle de l’accroissement, serait dénombrée en millions ; mais un examen minutieux, mené dans toutes les parties de son territoire, nous apprit qu’il ne restait plus que deux centaines de milliers d’habitants, et que de ceux-ci, une moitié environ étaient des mulâtres, l’autre moitié étant également partagée entre noirs et blancs. Depuis ma visite, des hommes d’affaires venus des États-Unis ont développé le pays dans une certaine mesure ; mais les révolutions ont continué, chaque caudillo se portant au pouvoir en pérorant haut et fort sur la liberté, puis se maintenant au pouvoir en assassinant non seulement ses ennemis, mais aussi ceux qu’il juge susceptibles de devenir ses ennemis. […] Ce n’était donc point du tout surprenant que Báez, clairvoyant et expérimenté comme il l’était, vît dans l’annexion aux États-Unis un avantage pour son pays. Il escomptait probablement que le pays serait, tout d’abord, un Territoire dont lui-même, en tant que personne la plus éminente de l’île, deviendrait gouverneur, et que le pays serait ultérieurement intégré dans l’Union avec le statut d’État, qu’il aurait ensuite de bonnes chances de représenter au Sénat américain. […] Le même souhait de voir l’île annexée aux États-Unis apparaissait évident chez le clergé également. Cela me surprit au premier abord, compte tenu que certains parmi eux étaient extrêmement fanatiques, et l’un d’eux, qui s’était montré spécialement affable pour nous, avait quelques mois avant notre arrivée tenté d’empêcher l’enterrement décent d’une charmante dame américaine, l’épouse d’un géologue américain du gouvernement, selon la vieille optique espagnole qui veut que, n’étant pas catholique, elle devait être inhumée en dehors du cimetière, sur la terre communale, comme une chienne. Cependant, le désir de paix et d’un développement raisonnable du pays, fût-ce sous un gouvernement réputé hérétique, était manifeste partout. […] Par toute l’île, l’on voit sans cesse de grands bâtiments et d’autres propriétés de l’Église qui ont été confisqués et vendus pour recevoir une destination laïque. Dans la ville, l’opéra est une ancienne église, qui avait été en son temps fort imposante, et partout l’on apercevait des domaines monastiques tombés en des mains privées. Les autorités de Saint Domingue avaient simplement mis en œuvre cette politique si bien connue dans divers pays latins, particulièrement en France, Italie et Espagne, et consistant à permettre aux ordres religieux d’absorber de grandes étendues de biens-fonds, pour ensuite les pressurer afin d’alimenter les coffres de l’État. […] Il était très important pour les États-Unis, au moment où était examinée la question de l’annexion de l’île, de savoir ce que l’Église revendiquait, attendu que si l’Église exigeait la restitution de ce qui lui avait été pris, cela eût à coup sûr fortement diminué la valeur de l’île aux yeux de nos hommes publics. À cela, [le Nonce] répliqua qu’en cas d’annexion, l’Église ne revendiquerait rien que ce soit au-delà de ce qu’elle occupe et utilise absolument et effectivement à ses propres fins, et il offrit de me donner à cet effet des garanties qui devraient être pleines et explicites. Il était parfaitement clair que les autorités de l’Église préféraient être sous un gouvernement qui, lors même qu’elles le considéreraient protestant, serait en mesure de leur assurer leur propriété, plutôt que d’être assujetti à une république catholique au sein de laquelle ils seraient en proie à une spoliation sans cesse récurrente. Voilà l’état d’esprit dont je pus constater qu’il régnait dans le clergé à tous les niveaux et en tous lieux sur l’île : ils avaient discerné que sous la Constitution des États-Unis la confiscation sans compensation est impossible. »

En contrepartie, White ne donne guère la parole à d’éventuels opposants, abstraction faite d’un caudillo révolutionnaire, grotesquement dépeint comme un matamore grandiloquent et solennel, dont White ne crut pas opportun d’accepter le présent, sous les espèces d’un fusil, par peur d’être accusé de partialité. Il impute par ailleurs la situation du pays aux anciens maîtres espagnols, responsables d’une « malédiction » (curse) dont le pays ne s’était jamais relevé. Dans une révolution après l’autre, ses habitants avaient, écrit-il, détruit toute industrie et toutes installations industrielles, et s’étaient « virtuellement dévorés l’un l’autre », génération après génération.
Le périple de la commission conduisit White en Haïti puis à la Jamaïque, où il s’entretint avec l’ancien président haïtien en exil Fabre Geffrard, qui estimait lui aussi que la seule manière de sauver son pays de la barbarie absolue était de le placer sous la domination d’une puissance « civilisée ». White fait alors en passant l’observation suivante :

« C’était pour nous tous une révélation de ce que la race de couleur pourrait devenir dans un pays où elle ne subirait aucune exclusion sociale. Pendant des générations, lui [Geffrard] et ses semblables avaient été les égaux des personnes de qualité qu’ils rencontraient en France et à Haïti ; ils furent les hôtes aux dîners de ministres et aux soirées de savants dans la capitale française ; il n’y avait rien chez eux de cet air de reproche que l’on voit si souvent chez des hommes et des femmes ayant du sang africain dans les veines dans les pays où leur race a été jusqu’à récemment tenue en servitude. »

La commission remit son rapport au Congrès, dans lequel les trois auteurs mettaient en relief que 

« la partie espagnole de cette île est d’une grande valeur d’un point de vue agricole et probablement minier. Ses vallées étant balayées par les alizés, ses coteaux offrent à l’usage d’une population blanche des retraites d’été semblables à celles que des situations similaires fournissent aux occupants britanniques de l’Inde. En hiver, elle peut servir aussi de sanatorium adéquat. […] Un élément spécial dans la question de l’annexion était la capacité du port de Samaná à commander l’un des grands passages de l’Europe vers l’Isthme. Il est suffisamment grand pour accueillir n’importe quelle flotte, se trouve abritée par une chaîne de montagnes contre les vents du nord, peut aisément se fortifier, et se situe à l’issue naturelle de la vallée la plus ample et la plus fertile des îles. Davantage encore : si l’expérience doit être tentée d’annexer une possession écartée, ceci serait, sans doute, la meilleure des occasions, vu que la population résidente à assimiler est excessivement réduite. »

Bien que leur rapport appuyât l’annexion envisagée, Grant échoua à obtenir le soutien politique lui permettant d’agir plus avant dans ce sens, ce que White explique de la façon suivante :

« À l’évidence, ils [les gens aux États-Unis] estimèrent que, avec les nouvelles tâches qui leur étaient imposées par les grands nombres d’hommes récemment affranchis et admis à voter dans le sud, ils avaient bien assez à faire sans se charger en outre de la responsabilité de gouverner et de développer cette nouvelle région peuplée de noirs et de mulâtres ; et par suite de ce sentiment très naturel, la proposition fut tout entière abandonnée, et restera sans aucun doute en suspens jusqu’à ce que les expériences lors de la prise en charge de Porto Rico et des Philippines auront montré aux Américains s’il y a sous notre système quelque place pour de telles dépendances. »

#### Ambassadeur en Allemagne et en Russie
Par la suite, White fut nommé ambassadeur des États-Unis en Allemagne (1879–1881), et désigné premier président de la Société américaine d'histoire (American Historical Association, de 1884 à 1886). Des hommes politiques républicains d’Upstate New York s’employèrent, mais sans succès, à le faire nommer gouverneur de New York en 1876 et à faire accepter sa candidature pour le Congrès en 1886. Après sa démission comme président de Cornell en 1885, White exerça la fonction de ministre en Russie (1892–1894), de président de la Délégation américaine à la conférence internationale de paix de la Haye de 1899, puis à nouveau d’ambassadeur en Allemagne entre 1897 et 1902. Durant son mandat d’ambassadeur, White eut plusieurs fois l’occasion de s’entretenir avec le chancelier Bismarck. Le troisième président de l’université Cornell, Jacob Gould Schurman, allait occuper le même poste en Allemagne, de 1925 à 1929.
En 1904, White fit paraître son Autobiography, qu’il avait rédigée durant une période de détente en Italie suivant sa mise à la retraite du service diplomatique américain.
Au déclenchement de la Première Guerre mondiale, White, Américain ayant de forts liens professionnels et émotionnels avec l’Allemagne, prit ouvertement fait et cause pour ce pays, mais à l’été 1915 abandonna cette position et s’abstint désormais d’exprimer tout soutien à l’Allemagne, tant en public qu’en privé. En automne 1916, le président Woodrow Wilson fit appel à White pour siéger dans une commission chargée de mettre au point un traité avec la Chine. En décembre 1916, White démissionna du comité directeur de la Smithsonian Institution et du conseil d’administration de la Carnegie Institution.

### White bibliophile

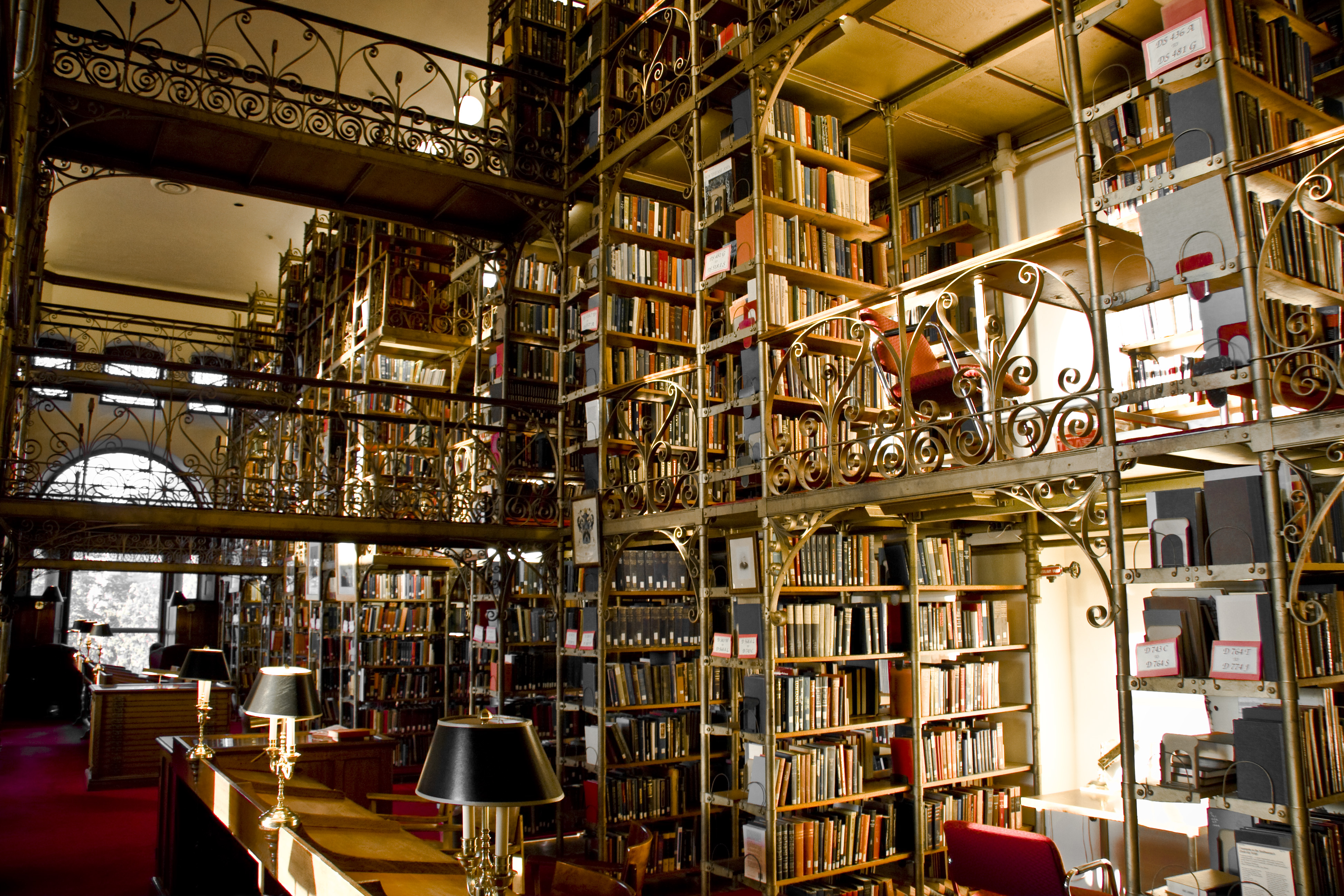
La Salle de lecture A.D. White renferme une partie de sa collection de livres.

White avait réuni, tout au long de sa carrière, une considérable collection de livres. Sa bibliothèque personnelle se signalait surtout par son ample section d’architecture, laquelle constituait pour l’époque, avec ses quelque 4 000 ouvrages, la bibliothèque d’architecture la plus étendue des États-Unis, et dont il fit don à la bibliothèque de l’université Cornell, afin qu’elle fût profitable à l’enseignement de l’architecture, de même d’ailleurs que du reste de sa collection de 30 000 volumes. En 1879, White avait confié à George Lincoln Burr, ancien étudiant de premier cycle au séminaire où enseignait White, le soin de gérer sa collection de livres rares. Si Burr devait ultérieurement occuper d’autres fonctions à l’université, telles que celle de professeur d’histoire, il demeura néanmoins le collaborateur de White et dirigera sa collection de livres jusqu’en 1922, parcourant l’Europe pour localiser et acquérir les ouvrages que White désirait. Il s’attacha en particulier à construire les collections relatives à la Réforme, à la sorcellerie et à la Révolution française. À l’heure actuelle, la collection de White se trouve hébergée essentiellement dans les Archives de l’université Cornell et dans la salle de lecture Andrew Dickson White (Andrew Dickson White Reading Room, officiellement President White Library of History and Political Science) à la bibliothèque Uris du campus d’Ithaca. Cette salle de lecture fut conçue par l’architecte William Henry Miller, qui avait déjà livré les plans de la demeure de White sur le campus.
Pendant son service en Russie, White fit la connaissance de l’écrivain Léon Tolstoï. La fascination qu’éprouvait Tolstoï pour le mormonisme suscita par contrecoup chez White un intérêt semblable, nonobstant qu’il eût toujours jusque-là considéré les [Saints des Derniers Jours (sigle anglais LDS) comme un culte dangereux et déviant. À son retour aux États-Unis, White mit à profit la proximité de l’université Cornell de la localité de Palmyra, berceau de cette religion, pour réunir une collection d’objets de souvenir des LDS, y compris plusieurs exemplaires originaux du Livre de Mormon, collection qui reste sans équivalent dans aucune autre institution, hormis l’Église elle-même et son université, l’université Brigham Young dans l’Utah.

### Dernières années et mort

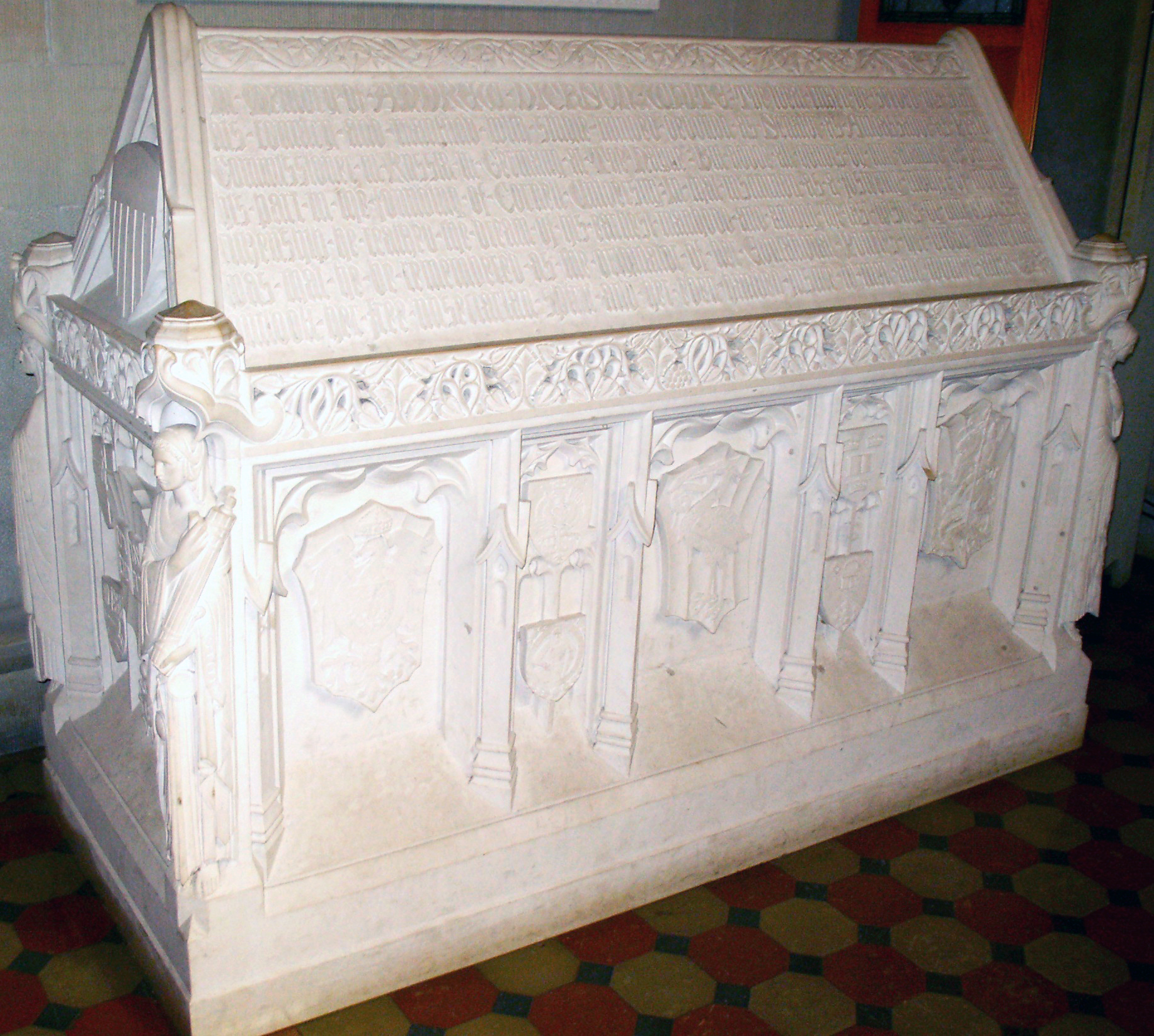
Le sarcophage de White portant les emblèmes des institutions qui eurent quelque importance dans sa vie, y compris ceux des États où il fut ambassadeur et des universités où il étudia.

Le 26 octobre 1918, White fut frappé d’une apoplexie, succédant à une grave maladie de plusieurs jours. Dans la matinée du 4 novembre, White s’éteignit à son domicile d’Ithaca. Trois jours plus tard, le 7 novembre, c'est-à-dire le jour correspondant à son 86e anniversaire, White fut inhumé dans la chapelle Sage sur le campus de l’université Cornell, en présence du corps enseignant, des administrateurs et d’une foule d’admirateurs. Le corps de White repose depuis lors dans la Salle mémoriale, aux côtés d’autres personnalités réputées avoir joué un rôle de premier plan dans la fondation et les premières années de l’université, en particulier le cofondateur Ezra Cornell et la mécène Jennie McGraw-Fiske. Sur le sarcophage de marbre de style Art nouveau, qui renferme la dépouille de White, figurent les armoiries des pays et des institutions qui eurent une place importante dans sa vie, notamment les armes des deux pays où White fut ambassadeur : celles de l’Allemagne à gauche, et celles de la Russie, représentée par l’effigie de saint Georges, variante du blason de Moscou, à droite.
Le sarcophage armorié fut achevé en 1926 par les sculpteurs Lee Oskar Lawrie (1877–1963), à qui l’on doit également les sculptures ornant Myron Taylor Hall à Cornell, mais que l’on connaît surtout comme le créateur de l’Atlas devant le Rockefeller Center à Manhattan.
White légua à l’université Cornell, aux termes de ses dernières volontés, une somme de 500 000 dollars (plus de 7 millions de dollars de 2008), s’ajoutant aux montants considérables qu’il avait donnés à Cornell de son vivant.

## Principaux ouvrages

### Histoire de la lutte entre la science et la théologie(la «thèse du conflit»)
Au temps où fut fondée l’université Cornell, White annonça que cette nouvelle institution serait « un asile pour la Science ― où la vérité sera recherchée pour la vérité, et ne sera ni distendue ni rognée méticuleusement pour la faire coïncider avec la Religion révélée ». Jusqu’alors, la plupart des universités américaines privées étaient des établissements religieux, et de façon générale, si elles n’étaient pas explicitement opposées à la science, privilégiaient les dénommés arts libéraux et les formations religieuses.
En 1869, White prononça une conférence sur ce qu’il nomma les « Champs de bataille de la science » (The Battle-Fields of Science), où il soutint que l’histoire humaine est l’expression des effets négatifs induits par toutes les tentatives entreprises par la religion d’interférer dans les progrès de la science. Au fil des 30 années suivantes, il affina son analyse, élargissant ses études de cas jusqu’à inclure quasiment chaque domaine scientifique et à embrasser toute l’histoire de la chrétienté, mais resserrant en même temps sa cible, passant de la « religion » à l’« ecclésiasticisme », puis à la « théologie dogmatique ». Cette opposition aux différentes avancées de la science et de l’instruction, ajoute-t-il, s’est traduite par des effets les plus néfastes, non seulement pour la science et l’instruction, mais aussi pour la religion elle-même.
White consigna le résultat de ses réflexions dans un ouvrage en deux tomes et vingt chapitres, paru en 1896 et intitulé A History of the Warfare of Science with Theology in Christendom (traduction française sous le titre Histoire de la lutte entre la science et la théologie, janvier 1899), ouvrage que sous-tend la sus-évoquée thèse du conflit. S’il eut au début un retentissement moindre que History of the Conflict between Religion and Science de John William Draper (1874), le livre de White acquit bientôt une influence extrêmement forte sur la réflexion à propos des rapports entre religion et science. White y affirme notamment que « la grande majorité des Pères de l’Église, en particulier Lactance, ont cherché à broyer (la science) sous des énoncés attribués à Isaïe, David et saint Paul ». Cependant la thèse du conflit de White n’a aujourd’hui plus guère de crédit auprès des historiens contemporains des sciences,,. Néanmoins, cette vision d’un état de guerre jouit encore d’une certaine popularité chez les critiques de la religion et auprès du grand public, et le débat actuel entre créationnistes et scientifiques évolutionnistes indique que la thèse de White garde sa pertinence.

### La Crise financière française de 1789-1799
Dans Fiat Money Inflation in France. How It Came, What It Brought, and How It Ended (titre de la traduction française : la Crise financière française de 1789-1799), paru pour la première fois en 1896, Andrew Dickson White expose ce qu’il considérait comme un facteur d’importance majeure dans le déroulement de la Révolution française. À la différence de l’histoire conventionnelle, qui tend à se satisfaire, pour traiter de la réalité économique de cette période, d’une simple note en bas de page, White situe d’emblée la dimension monétaire au centre des événements de la Révolution et entend démontrer comment l’inflation conduisit la France vers une catastrophe nationale. Dans l’introduction de son opuscule, qui compte 80 pages environ dans sa version originale, il indique qu’il avait réuni, en France et ailleurs, une vaste collection de documents produits sous la Révolution française, comprenant des journaux, rapports officiels, allocutions, brochures, illustrations de toute espèce, et en particulier aussi des spécimens de presque toutes les émissions de papier-monnaie ; ces documents servirent dans un premier temps de matériau pour une série de cours à l’intention de ses étudiants, d’abord de l’université du Michigan en 1859, puis de l’université Cornell.
Mais White poursuivait aussi un but de politique intérieure américaine : son opuscule devait servir de mise en garde contre les dangers de l’inflation de papier-monnaie, à l’adresse de ceux parmi ses compatriotes qui, vers le milieu des années 1890, appelaient à émettre du papier-monnaie en grande quantité. Il intégra donc les faits par lui recueillis dans un discours qu’il prononça devant le Sénat de l’État de New York et qui parut ensuite en plusieurs éditions, discours visant à démontrer la nécessité d’une extrême circonspection en matière monétaire. À noter toutefois que dans les derniers mois de la guerre de Sécession, alors que le Sénat de New York envisageait de voter une loi autorisant un emprunt d’État en vue de financer l’effort de guerre et de favoriser le recrutement de volontaires par le paiement de récompenses, White apporta une aide décisive à l’adoption de ladite loi en exhibant devant le Sénat des exemples d’assignats provenant de sa collection pour démontrer d’une part que les montants en cause furent en France d’un tout autre ordre de grandeur (d’un rapport de 1 à cinquante au minimum), que les sommes en papier-monnaie étaient aux États-Unis nettement mieux gagées qu’elles ne l’étaient en France révolutionnaire par les biens-fonds confisqués, et d’autre part que les billets américains, contrairement aux assignats, mandats, etc., se prêtaient très difficilement à la contrefaçon. Après cette démonstration, relate-t-il, « l’on procéda au vote, la loi fut adoptée, les troupes furent finalement levées, et la dette fut remboursée peu d’années plus tard ».
Dans son ouvrage, White s’attache à retracer chronologiquement les différentes étapes de la catastrophe, en faisant toucher du doigt la logique interne inexorable qui présida à leur enchaînement, le fatalisme effrayant par lequel, en accord avec les « lois naturelles » de la macroéconomie — lois d’airain aussi inébranlables que les lois de la gravitation —, les différentes étapes se suivint nécessairement les unes aux autres, dès le moment qu’un État a mis le doigt dans l’engrenage de l’inflation. À son aperçu chronologique,  White fait succéder à la fin de son opuscule, pour renforcer ce sentiment de fatalité, un bref récapitulatif logique, où causes et effets se succèdent en une suite implacable :

« À l’issue des premières émissions, encore réticentes et prudentes, de papier-monnaie, nous avons vu en résulter dans l’immédiat une amélioration et activation des affaires. Puis surgit l’appel à davantage de papier-monnaie. Au début, de nouvelles émissions ne furent faites qu’avec grande difficulté ; mais, la digue une fois rompue, le flux de monnaie non convertible se déversa ; et, la brèche allant ainsi s’élargissant, cette monnaie se gonfla au point d’échapper à toute maîtrise. Les spéculateurs insistaient qu’on augmentât les valeurs émises, rejoignant en cela les démagogues, qui persuadèrent la plèbe qu’un pays pouvait, à sa seule discrétion, imprimer de la valeur réelle jusqu’à n’importe quel montant, tout en étant adossée à des objets sans valeur. Par une conséquence naturelle, une classe de débiteurs se mit à croître rapidement, et cette classe usa de son influence pour déprécier de plus en plus la monnaie dans laquelle ses dettes devaient être remboursées. »

« La cause principale de ces maux fut d’avoir patouillé avec la monnaie de circulation de tout un pays ; maintenu fluctuantes toutes les valeurs ; découragé l’entreprise ; paralysé l’énergie ; sapé la sobriété ; étouffé l’esprit d’épargne ; promu l’extravagance et incité à l’émeute par l’émission d’une monnaie non convertible. »

Dans sa préface, John P. McKay indique :

« [Le livre] décrit la tentative la plus gigantesque jamais entreprise dans l’histoire du monde par un gouvernement de créer une monnaie papier non convertible, et de maintenir sa circulation à différents niveaux de valeur. Il évoque également ce qui est peut-être le plus grand de tous les efforts gouvernementaux — avec la possible exception de Dioclétien — d’établir et d’appliquer une limite légale aux prix des biens de consommation. Toute entrave susceptible de gêner la volonté ou de contrarier la sagesse de la démocratie avait été brisée, et en conséquence, tous les dispositifs ou expédients que le pouvoir déchaîné et l’optimisme débridé avaient pu concevoir furent mis en œuvre. Mais la tentative échoua. Ils laissèrent derrière eux un héritage de désolation et de malheurs moraux et matériels, dont l’une des races les plus intellectuelles et les plus vives d’esprit de l’Europe eut à souffrir pendant un siècle et un quart, et dont elle continuera à souffrir jusqu’à la fin des temps. Il y a, aux pouvoirs des gouvernements et des peuples, des limitations inhérentes à la constitution des choses, et que ni les despotismes ni les démocraties ne peuvent transgresser. »

La politique inflationniste des révolutionnaires aboutit selon White à la totale prostration financière, morale et politique de la France, prostration à laquelle seul put l’arracher Bonaparte.

### Sources
- Andrew Dickson White, Autobiography of Andrew Dickson White, The Century co., 1904
- Morris Bishop, A History of Cornell, Cornell University Press, 1962, 651 p. (ISBN 978-0-8014-0036-0, lire en ligne)
- The Andrew Dickson White Papers at Cornell University, 1846-1919, Cornell University Archives (sous la dir. d’Henry Finch), 1970

### Œuvres d’Andrew Dickson White (sélection)
- Outlines of a Course of Lectures on History (1861).
- Syllabus of Lectures on Modern History (1876).
- A History of the Warfare of Science with Theology in Christendom, 2 vols. (1896), consultable en ligne sur le site Gutenberg.
- Histoire de la lutte entre la science et la théologie, traduction-adaptation française de 1899, intégralement consultable en ligne sur le site de Gallica.
- Seven Great Statesmen in the Warfare of Humanity with Unreason (1910).
- The Autobiography of Andrew Dickson White (1911), consultable en ligne sur Autobiography of Andrew Dickson White: Vol. 1, Vol. 2
- Fiat Money Inflation in France (1912), ouvrage numérisé. Traduction française sous le titre la Crise financière française de 1789-1799, éd. Le jardin des Livres, octobre 2013, 200 pages

### Ouvrages et articles sur Andrew Dickson White
- Glenn C. Altschuler, Andrew D. White — Educator, Historian, Diplomat, Ithaca (New York), Cornell University Press, mars 1979, 300 p. (ISBN 978-0-8014-1156-4, lire en ligne)
- Wolfgang J. M. Drechsler, Andrew D. White in Deutschland : der Vertreter der USA in Berlin, 1879 ;1881 und 1887 ;1902 (Andrew D. White en Allemagne. Le représentant des États-Unis à Berlin, 1879 ;1881 et 1897 ; 1902), Stuttgart, H.-D. Heinz, 1989, 422 p. (ISBN 978-3-88099-624-3, lire en ligne)
- David C. Lindberg et Ronald L. Numbers, God and nature : historical essays on the encounter between Christianity and science, University of California Press, 1986, 516 p. (ISBN 978-0-520-05692-3, lire en ligne), « Introduction »
- David C. Lindberg et Ronald L. Numbers, « Beyond War and Peace: A Reappraisal of the Encounter between Christianity and Science », Perspectives on Science and Christian Faith, vol. 39, no 3,‎ 1987, p. 140-149 (OCLC 61313836, lire en ligne)
- Elaine D. Engst et Mark Dimunation, A Legacy of Ideas : Andrew Dickson White and the Founding of the Cornell University Library, Ithaca (New York), Cornell University Library, 1996 (lire en ligne)